# Ivica i Marica
Ivica i Marica (njemački : Hänsel und Gretel), jedna od najpopularnijih svjetskih bajki, djelo Braće Grimm.

## Priča
Ivica i Marica su djeca siromašnog stolara. Bojeći se od gladi, stolarova žena (Ivici i Marici maćeha) nagovori oca da odvede djecu u šumu, te ih tamo ostavi. Ivica i Marica čuvši njihov plan odluče bacati bijele kamenčiće i tako se vratiti kući.
Međutim, stolar odluči drugi put ostaviti djecu u šumi. Tog puta djeca ne imahu vremena skupljati kamenčiće, pa umjesto njih bacaše mrvice kruha. Nažalost, gladne šumske životinje pojedu mrvice, te Ivica i Marica ostanu izgubljeni.
Tako lutajući šumom, odjednom naiđu na kuću napravljenu od kruha (u kasnijim verzijama materijal varira od čokolade pa do marcipana), sa šećernim prozorima. Ivica i Marica nisu mogli odolijeti, te su počeli jesti kuću. Vlasnica kuće, stara žena, pozove ih i nahrani.
Međutim, ta žena bijaše vještica, koja je napravila takvu kuću s namjerom primamljivanja i blagovanja djece. Ona zarobi Ivicu, a od Marice napravi služavku. Dok se spremala skuhati Ivicu, naredi Marici da pogleda u lonac i vidi je li sve spremno za pečenje.
Marica, posumnjavši da bi je starica mogla prevariti i skuhati, namami staricu da sama pogleda, što joj omogućuje da zatvori vrata i oslobodi brata.
Uzevši dragulje iz vještičine kuće, oni pođoše doma naći se s ocem kojem je u međuvremenu umrla žena. On više ne mora brinuti o gladi.
I živjeli su sretno do kraja života.

## Analiza
Priča Braće Grimm treba biti zanimljiva za ljude srednje klase, tijekom 19. stoljeća. Po njoj možemo zaključiti i dosta o težini života u onom dobu civilizacije. Zbog konstantne gladi koja je vladala u to vrijeme, uopće nije bilo neuobičajeno da roditelji napuste svoju djecu, osobito u šumama gdje će umrijeti ili nestati.
U prvom izdanju kolekcija priča Braće Grimm, nije postojala maćeha. Osobno je majka nagovorila oca da ostave djecu u šumi. To se promijenilo, isto kao u bajci Snjeguljica i sedam patuljaka, zbog zanimljivosti za djecu.

## Vanjske poveznice
Engleski:
- Priča u elektronskom formatu na projektu Gutenberg
- Sve vezano za Ivicu i Maricu  Arhivirana inačica izvorne stranice od 21. ožujka 2007. (Wayback Machine)